# 北村昌子
北村 昌子（きたむら まさこ、1931年12月7日 - ）は、日本の女優・声優。東京都出身。

## 人物
舞台芸術学院卒業。東京芸術座、劇団三期会を経て、劇団四季に入団する。のちに劇団昴へ。1976年、文化庁芸術祭優秀賞を受賞。

## 出演

### テレビドラマ
- 俺たちの朝 第13話「裸踊りと染色と口惜涙」（1976年、NTV）
- ポーラテレビ小説 / 文子とはつ（1977年 - 1978年、TBS） - 井川政子（文子の母）
- 魂の試される時（1978年、CX） - 久子の母
- 伝七捕物帳 第19話「情け無用の上州路」（1979年、ANB）
- Gメン'75　第222話 「大暴走!バスジャック」（1979年） − せつこの母親
- 突然の明日（1980年、TBS）
- 3年B組金八先生2 第1話「心を病む子供達(その1)」（1980年、TBS）
- 母の旅路（1981年、CBC）
- 気になる天使たち 第9話「君がいて、僕がいる」（1981年、CX）
- 火曜サスペンス劇場（NTV）
  - 「妻よ睡れ」（1982年）
  - 「女検事・霞夕子(7)自転車に乗る女」（1989年）
  - 「小京都ミステリー14」（1995年） - 佐野邦江
  - 「身辺警護(12)」（2003年）
- 花王愛の劇場 / わが子よIII（1983年、TBS）
- 特捜最前線 第390話「判決・愛が裁かれるとき!」（1984年、ANB）
- 私鉄沿線97分署 第19話（1985年、ANB）
- 誇りの報酬（NTV / 東宝）
  - 第3話「賭けをするなら命がけ」（1985年） - 矢野いずみの母
  - 第48話「誘拐犯! 芹沢刑事」（1986年） - 北村夫人
- 土曜ワイド劇場 / 西村京太郎トラベルミステリー みちのく湯けむり殺意の旅（1987年、ANB）
- 木曜ゴールデンドラマ / 晩鐘の季節（1989年、YTV）
- 愛という名のもとに 第11話「生きる」（1992年、CX） - 倉田澄子（篤の母）
- 女と愛とミステリー 「警視庁心理分析捜査官・崎山知子1」（2002年） - 佐伯千春
- 母の告白（2002年、THK）
- 幸せ咲いた〜結婚相談所物語〜（2003年、THK）
- 危険な関係（2005年、THK） - 日比野須磨子
- 女の一代記 越路吹雪 愛の生涯〜この命燃えつきるまで歌う〜（2005年、CX）

### 映画
- 君に幸福を センチメンタル・ボーイ（1967年）
- 青春太郎（1967年）
- 北の宿から（1976年）

### 舞台
- 出番を待ちながら
- 八月の鯨
- 夢から醒めた夢
- 昨日までのベット
- コリオレイナス
- 花嫁付き添い人の秘密
- この子たちの夏
- 朝焼けのマンハッタン
- 明暗

### テレビアニメ
- まんが日本絵巻（1978年）
- ベルサイユのばら（1979年 - 1980年） - マリア・テレジア[要出典]

### OVA
- MASTERキートン（1999年） - ワーグナー夫人

### 吹き替え
- アボンリーへの道（レイチェル・リンド）
- インディ・ジョーンズ/若き日の大冒険（セイモア）
- OK牧場の決斗（ケイト・フィッシャー〈ジョー・ヴァン・フリート〉）※日本テレビ版
- 海賊バラクーダ（〈モーリン・オハラ〉）※NHK版
- 刑事コロンボ 5時30分の目撃者（アニタ・ボーデン博士〈カレン・マックホン〉）
- ジョーズ'87 復讐篇（エレン・ブロディ）※テレビ朝日版
- 白い家の少女（ハレット夫人〈アレクシス・スミス〉）※テレビ朝日版（BD収録）
- 新・弁護士ペリー・メイスン「追想の影」（ローラ）
- シャーロック・ホームズの冒険「まがった男」（ナンシー・バークレイ）
- ジェシカおばさんの事件簿「幕間に悲劇は起こる」（マギー）
- 0011ナポレオン・ソロ #4（アンジェリーク〈ジェーン・グレイ〉）
- 逃亡者 (1963年のテレビドラマ) #12（ウィルマ〈ナンシー・ウィックワイヤー〉）
- ナイトライダー シーズン2 #1「無敵ゴライアスVSナイト2000」（エリザベス・ナイト〈バーバラ・ラッシュ〉）
- ベッドかざりとほうき（エグランタイン・プライス〈アンジェラ・ランズベリー〉）※バンダイ版
- 名探偵ポワロ ※NHK版
  - 「海上の悲劇」（クラパトン夫人〈シーラ・アレン〉）
  - 「死人の鏡」（ミス・リンガード〈フィオナ・ウォーカー〉）
- ロビン・フット（レディ・クラック）※バンダイ版

### その他
- 一枚の写真（1989年、CX）
- はばたけ!真理ちゃん（1974年、TBS）